# Font del Vall (Sant Salvador de Toló)
La Font del Vall és una obra de Gavet de la Conca (Pallars Jussà) inclosa a l'Inventari del Patrimoni Arquitectònic de Catalunya.

## Descripció
Font aïllada situada al centre d'una plaça. Està formada per maons excepte la part inferior, les cantoneres, una cornisa i el remat superior que són de pedra. Té una pica a cada costat i, en una d'elles, hi ha un embassament. La font està rematada per una cornisa i un frontó lobulat a cada façana.